# Борис Старирадев
Борис Владимиров Старирадев с псевдоним Старото е български лекар, роден в стария копривщенски род на Макарий Старирадев.

## Биография
Борис Старирадев завършва гимназиалното си образование в град Пловдив, след което е изпратен във френския град Монпелие, където следва медицина. По сложни семейни причини се завръща в България и завършва образованието си в София в медицинския факултет, откъдето получава диплом като квалифициран лекар. След тези усилия Борис се завръща в Копривщица, за да напише докторска дисертация, за която по-късно получава висока оценка.
През есента на 1941 г. бива назначен за участъков лекар в село Радилово. Като такъв лекува почти всичко: той е интернист, хирург и гинеколог. Лекува очи и уши, дори е и стоматолог. За да обслужва селата в района от селската община, му зачисляват пушка, за да има с какво да се брани през зимата от вълците по пътищата. Понеже по това време не е член на БКП, среща трудности и може да се усъвършенства само на място, тъй като този факт е отразен в служебното му досие. Въпреки това той се преборва и получава възможност да специализира неврология, а по-късно и психиатрия в София.
След приключване на образователната си кариера доктор Старирадев е назначен за главен лекар на психиатричната клиника в град Бяла. Тук той успява да убеди ръководството на министерството да бъде открита болница за туберкулозно болни пациенти и щат за лекуващ лекар. На следващата година вече е главен лекар на болницата в Ловеч.
След ловешката болница Борис Старирадев на 15 октомври 1955 г. е назначен за главен лекар в новопостроената психиатрична клиника в град Раднево. В тази болница докторът въвежда за първи път в България трудотерапията като метод за лечение на психично болни хора. За тази цел в обширния двор на болницата са засадени плодни дръвчета и е организирана зеленчукова градина, за която се грижат пациентите. Част от продукцията е за консумация от болните, а друга е предназначена за пазара, с което болницата има собствени приходи. Освен трудотерапията доктор Старирадев въвежда комбинирането и със сънна терапия в добавка.
Доктор Борис Старирадев почива през август 1963 г. след тежка автомобилна катастрофа.

## Произход на родовото име
В град Копривщица живеели двама братя с едно и също малко име – Рад. Поради по-голямата му възраст, родът на големия брат, негов родоначалник е наречен Старирадев род.

## Родът
Десьовата къща, известна и като Старирадева къща, се намира в Копривщица. Тя е представител на пловдивския тип къща от Българското възраждане. Построена е около 1855 г. за Теодораки Десьоолу (Теодор Десьов) – бегликчия, едър земевладелец и скотовъдец. Неговите наследници през 1906 г. продават къщата на Владимир Макариев Старирадев (1872 – 1957). Същата година той се жени за дъщерята на Патьо Млъчков – Рада (Райна). Семейството има три деца и живее в къщата до 1956 година. Майката на Борис дълги години е председател на Женското благотворително дружество „Благовещение“ в Копривщица.